# Кем Ворд
Кемерон Ворд (англ. Cameron Ward; 29 лютого 1984, м. Саскатун, Канада) — канадський хокеїст, воротар. Виступає за «Кароліна Гаррікейнс» у Національній хокейній лізі.
Виступав за «Ред-Дір Ребелс» (ОХЛ), «Лоуелл-Лок Монстерс» (АХЛ), «Кароліна Гаррікейнс».
В чемпіонатах НХЛ — 360 матчів, у турнірах Кубка Стенлі — 41 матч.
У складі національної збірної Канади учасник чемпіонатів світу 2007, 2008 та 2012 (16 матчів).
Досягнення
- Чемпіон світу (2007), срібний призер (2008)
- Володар Кубка Стенлі (2006)
- Учасник матчу всіх зірок НХЛ (2011).

Нагороди
- Трофей Конна Смайта (2006).
- Трофей Дела Вілсона (2002, 2004)